# Trimethylarsine
Trimethylarsine (vaak afgekort als TMA of TMAs) is een chemische verbinding met de formule: {\displaystyle {\ce {C3H9As}}}, of met wat meer nadruk op de structuur ervan: {\displaystyle {\ce {As(CH3)3}}}. Deze organoarseenverbinding wordt in de productie van micro-elektronica als bron van arseen gebruikt, in de chemie vindt het toepassing als uitgangsstof voor andere organoarseenverbindingen en als ligand in de coördinatiechemie.
De stof heeft een typische, knoflook-achtige geur en is voor het eerst beschreven in 1854.

## Structuur en synthese
De molecuylen van TMAs vormen een driezijdige piramide. De gemiddelde As-C afstand is 151,9 pm, de C-As-C hoeken zijn 91.83°. Deze hoeken betekenen dat het arseen-atoom geen gehybridiseerde orbitalen gebruikt om de methyl-groepen te binden.
Trimethylarsine kan bereid worden door arseen(III)oxide te behandelen met trimethylaluminium:
{\displaystyle {\ce {As2O3 \ + \ 1,5 [Al(CH3)3]2 \ -> \ 2 As(CH3)3 \ + 3/n [(CH3)Al-O]_{n}}}}

## Voorkomen en reacties
Trimethylarsine is het vluchtige bijproduct van microbiële activiteit op arseenhoudende rotsen en bodems. Arseen kan hierin voorkomen op het ppm-niveau. Sporen trimethylarsine (ook op ppm-niveau) zijn aangetoond in gas dat ontstaat in vuilstortlocaties in Duitsland, Canada en de USA. Het is de voornaamste arseenhoudende component in het gas.
Trimethylarsine is pyrofoor ten gevolge van de volgende reactie waarbij trimethylarseenoxide ontstaat. De hierbij vrijkomende warmte initieert de uiteindelijke verbranding:
{\displaystyle {\ce {2As(CH3)3\ +\ O2\ ->\ 2OAs(CH3)3}}}
Met chloorgas wordt trimethylarsinedichloride gevormd, een tussenstap naar pentamethylarseen.
{\displaystyle {\ce {As(CH3)3\ +\ Cl2\ ->\ As(CH3)3Cl2}}}
{\displaystyle {\ce {As(CH3)3Cl2 \ + \ 2 CH3Li \ -> As(CH3)5 \ + \ 2 LiCl}}}

## Geschiedenis
Vergiftiging ten gevolge van gas dat door sommige micro-organismen geproduceerd werd, werd in verband gebracht met de aanwezigheid van arseen in verf. In 1893 publiceerde de Italiaanse arts Bartolomeo Gosio zijn resultaten met betrekking tot "Gosio gas". Vervolgens werd aangetoond dat dit gas (onder andere) trimethylarsine bevatte. Onder vochtige omstandigheden is de schimmel Microascus brevicaulis in staat aanmerkelijke hoeveelheden methylarsines te vormen via methylering van arseen-houdende anorganische arseenhoudende pigmenten, met name veronesegroen and Scheele's Green, die vroeger gebruikt werden voor behang. Recente studie hebben echter aangetoond dat trimethylarsine slechts een beperkte giftigheid heeft en daarom niet verantwoordelijk kan zijn voor de in de 19e eeuw waargenomen gezondheidsproblemen en doden.

## Veiligheid
Trimethylarsine is potentieel gevaarlijk, hoewel dit gevaar doorgaans overdreven wordt.